# Bernd Henningsen

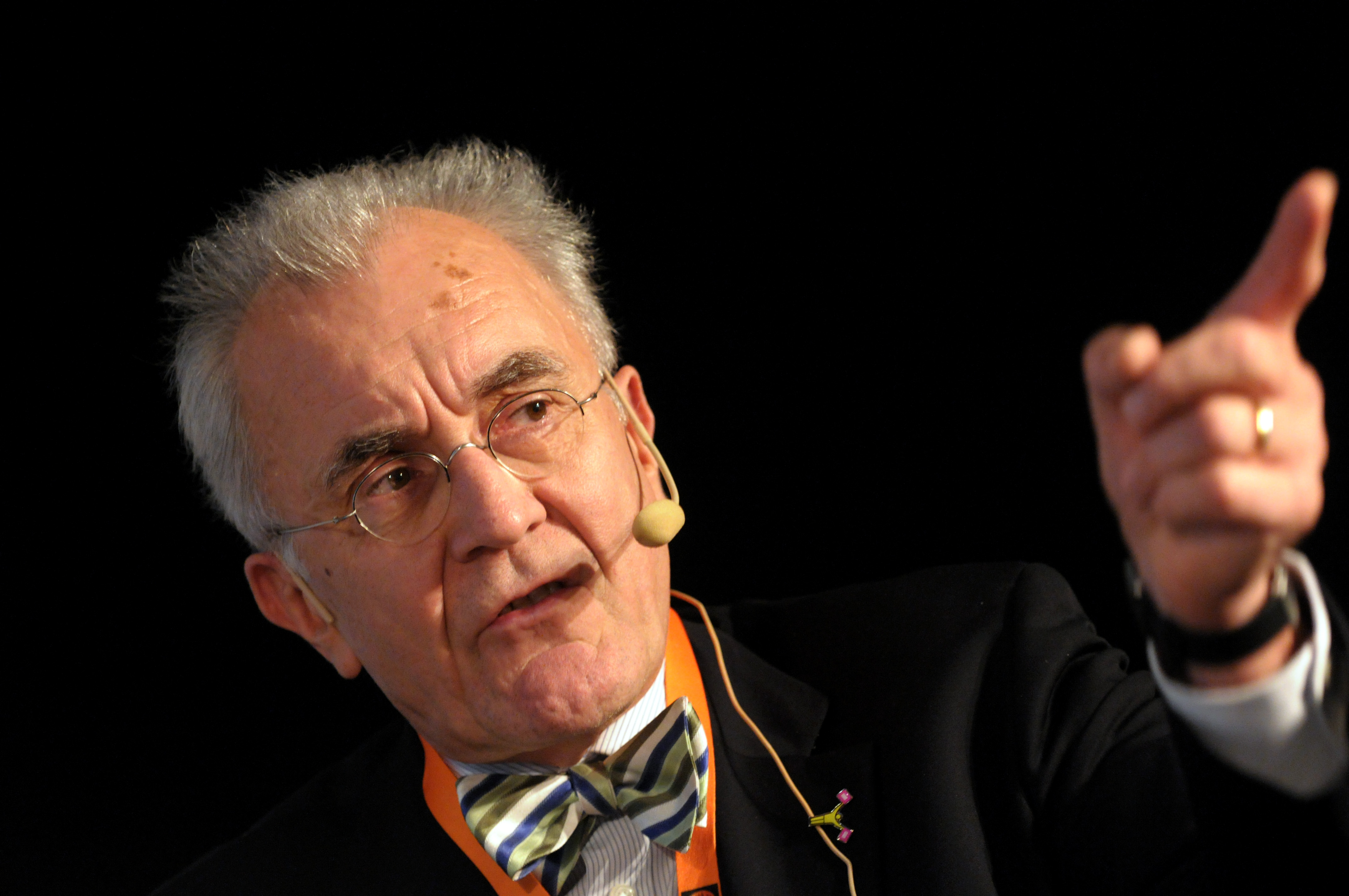
Bernd Henningsen (2009)

Bernd Henningsen (* 22. Juni 1945 in Flensburg) ist ein deutscher Politikwissenschaftler und Skandinavist. Er war ab den 1990er Jahren als Professor in Berlin und Greifswald tätig, dort Gründungsdirektor des Nordeuropa-Instituts und des Alfried Krupp Wissenschaftskollegs. Honorar- und Gastprofessuren führten ihn an skandinavische Universitäten und darüber hinaus. Von 2005 bis 2010 war er Professor für Skandinavistik/Kulturwissenschaft sowie Kultur und Politik Nordeuropas und der Ostseeregion am Nordeuropa-Institut der Humboldt-Universität zu Berlin, seitdem ist er Honorarprofessor ebendort. Henningsen verantwortet mehrere Schriftenreihen im Berliner Wissenschafts-Verlag. Für seine wissenschaftlichen Verdienste wurde er im skandinavischen Ausland hoch geehrt.

## Leben
Bernd Henningsen wurde im Juni 1945 als Sohn eines Müllers, der es bis zum Bankangestellten schaffen sollte, im schleswigschen Flensburg geboren; sein älterer Bruder Manfred (* 1938) studierte ab 1969 in den USA und wurde später Professor für Politische Wissenschaft an der University of Hawaiʻi at Mānoa. Familiäre Kontakte bestanden zu Dänemark, in seiner Heimatregion lernte Bernd Dänisch. In der Schulzeit begeisterte er sich bereits für politische und geschichtliche Zusammenhänge, engagierte sich im damaligen Schülerparlament und im Politischen Arbeitskreis an Schulen, außerdem begann er sich kritisch mit dem Nationalsozialismus auseinanderzusetzen. „Aus Bewunderung für Willy Brandt“ wurde er bereits als Schüler Mitglied der SPD.
Im Anschluss an das Abitur 1966 an der Goethe-Schule Flensburg war er für zwei Jahre als Reserveoffizieranwärter bei der Bundeswehr. Er besuchte nach der Grundausbildung in Leck und Husum die seinerzeit in Neubiberg bei München gelegene Offizierschule der Luftwaffe. Seine als Reserveoffizier erhaltene „Abfindung“ sollte ab 1968 zur ersten Studienfinanzierung in München dienen.
Ab 1968 studierte er Politische Wissenschaften und Philosophie an der Ludwig-Maximilians-Universität München. Der dort lehrende Politikwissenschaftler und Geschichtsphilosoph Eric Voegelin wurde ein wichtiger Bezugspunkt für ihn. Später erweiterte Henningsen sein Curriculum um die Skandinavistik und wurde an der Münchner Universität wissenschaftliche Hilfskraft. Während des Studiums setzte er sich auch mit Fragen der Psychologie, der klassischen Philosophie und der skandinavischen Literatur auseinander.
Im Jahr 1972 reichte er seine Magisterarbeit über den dänischen Philosophen Poul Martin Møller ein, die vom 1971 nach Bochum gewechselten Politologen Jürgen Gebhardt betreut worden war. Henningsen wurde seinerzeit durch die SPD-nahe Friedrich-Ebert-Stiftung gefördert und übte für das Hochschulressort der Münchner Abendzeitung journalistische Tätigkeiten aus.
1974 wurde Henningsen bei Peter J. Opitz, Privatdozent am Geschwister-Scholl-Institut, mit der später auch ins Dänische übersetzten Dissertation, Die Politik des Einzelnen. Zur Genese der skandinavischen Ziviltheologie, zum Dr. phil. promoviert.
Danach war er Mitarbeiter, dann wissenschaftlicher Assistent am Münchner Institut für Nordische Philologie. In dieser Zeit meldete er, noch wenig erfolgreich, eine Erweiterung der Skandinavistik um eine Regionalwissenschaft an. Henningsen, der Stipendiat der Deutschen Forschungsgemeinschaft war, habilitierte sich 1984 an der sozialwissenschaftlichen Fakultät mit der Arbeit Der Wohlfahrtsstaat Schweden. Seine 1986 im Nomos Verlag erschienene Habilitationsschrift gilt als Standardwerk. Ab 1987 war er Lehrstuhlvertreter und Gastprofessor in Minneapolis/Minnesota, Zürich, Hamburg (UniBw), Trier und Nürnberg-Erlangen. Außerdem war Henningsen für das Armutsbekämpfungsprogramm der EG in England und Belgien tätig. Ab 1990 vertrat er den Lehrstuhl für Neuere skandinavischen Literatur an der FU Berlin.
Im Zuge der deutschen Wiedervereinigung setzte er sich mit Erfolg für die Etablierung einer zentralen kulturwissenschaftlichen Professur für Skandinavistik in Berlin ein. Von 1992 bis 2002 war er „Professor für Skandinavistik/Kulturwissenschaft“ an der Humboldt-Universität zu Berlin. Überdies war er Gründungsdirektor des dortigen Nordeuropa-Instituts und Leiter des angeschlossenen Ostsee-Kollegs. Auch mit wertvollen Kontakten in die deutsche und skandinavische Politik wurde er zu einem gefragten Fachberater und Initiator von Gastprofessuren. Außerdem strengte er mehrere Forschungsprojekte an, 2002 trat er mit den höchsten Drittmittelbeschaffungen unter den Geisteswissenschaftlern seiner Universität hervor. 1993/94 fungierte er als Dekan des Fachbereichs Germanistik an der HU Berlin, nicht zuletzt wurde er u. a. Kuratoriums- und Konzilmitglied der HU Berlin, DAAD-Gutachter für Nordeuropa, Vertrauensdozent der Friedrich-Ebert-Stiftung, assoziiertes Mitglied des Großbritannienzentrums der HU Berlin und Vorsitzender der Raumplanungskommission des Akademischen Senates sowie Beiratsmitglied des Finnland-Instituts in Deutschland. Darüber hinaus ist Henningsen Mitglied der Deutschen Gesellschaft für Politikwissenschaft.
Ab 2002 war Henningsen Professor für Politikwissenschaft, Kultur und Politik Nordeuropas und der Ostseeregion an der Ernst-Moritz-Arndt-Universität Greifswald und zugleich 2002/03 wissenschaftlicher Gründungsdirektor des Alfried Krupp Wissenschaftskollegs Greifswald, das zu einer Art Institute for Advanced Study (Princeton) werden sollte. Henningsen bemühte sich, trotz der noch nicht von Beginn an fertiggestellten Anlage, mit Tatkraft um eine Professionalisierung im Sinne von Projekten, Ausstellungen etc. Auch seine wissenschaftliche Konzeption und die Finanzierungsplanungen wurden vom wissenschaftlichen Stiftungsbeirat unter Carl Friedrich Gethmann abgesegnet. Wohl weil die greifbaren Ergebnisse aber, anders als in einem Industrieunternehmen, auf sich warten ließen, kündigte das Stiftungskuratorium unter Berthold Beitz Henningsen 2003 letztendlich „fristlos“.
Nachdem er von 2003 bis 2005 Honorarprofessor war wirkte er von 2005 bis zu seiner Pensionierung 2010 wieder als Professor für Skandinavistik/Kulturwissenschaft sowie Kultur und Politik Nordeuropas und der Ostseeregion am Nordeuropa-Institut der Humboldt-Universität zu Berlin; seither nimmt er eine Honorarprofessur am Institut wahr.
Von 2005 bis 2010 war er Honorarprofessor am Institut für Politikwissenschaft der Universität Kopenhagen und von 2003 bis 2010 Gastprofessor am Zentrum für Deutschlandstudien der Hochschule Södertörn in Stockholm sowie am Center for International Studies der Universität Örebro in Schweden.
Henningsen ist (Mit-)Herausgeber der Schriftenreihen Nordeuropäische Studien (Nomos Verlag, später Berliner Wissenschafts-Verlag (BWV), seit 1986), Die kulturelle Konstruktion von Gemeinschaften im Modernisierungsprozeß (Nomos Verlag, seit 1997), Wahlverwandtschaft – Der Norden und Deutschland. Essays zu einer europäischen Begegnungsgeschichte (BWV, seit 1999) und Die Ostseeregion: Nördliche Dimensionen – Europäische Perspektiven (BWV, seit 2004) sowie der Fachzeitschrift Nordeuropaforum (Nomos Verlag, später BWV, seit 1991).

## Privates
Henningsen war ab 1971 mit der Psychoanalytikerin Franziska Henningsen, geb. Thiessen († 2015) verheiratet und ist Vater von zwei Kindern. Seine Schwägerin Elisabeth Steinhagen-Thiessen ist Professorin für Geriatrie.

## Auszeichnungen
- 1985: Theodor-Eschenburg-Preis[19] (für seine Habilitationsschrift[6])
- 1991: Forscherpreis des Jubiläumsfonds der Schwedischen Reichsbank und der Alexander-von-Humboldt-Stiftung (= Fellow am Wissenschaftskolleg SCASSS (Swedish Collegium for Advanced Study in the Social Sciences) in Uppsala 1995)[19]
- 1998: Sankt-Olav-Orden (Norwegen)[19]
- 1999: Nordstern-Orden (Schweden)[19]
- 2001: Dannebrogorden (Dänemark)[19]

## Schriften (Auswahl)
- Poul Martin Møller oder die dänische Erziehung des Søren Kierkegaard. Eine kritische Monographie mit einer ersten Übersetzung seiner Abhandlung über die „Affectation“ (= Studien zur Politikwissenschaft). Akademische Verlagsgesellschaft, Frankfurt am Main 1973, ISBN 3-7997-0225-3.
- Die Politik des Einzelnen. Studien zur Genese der skandinavischen Ziviltheologie. Ludvig Holberg, Søren Kierkegaard, N. F. S. Grundtvig (= Studien zur Theologie und Geistesgeschichte des neunzehnten Jahrhunderts. Bd. 26). Vandenhoeck und Ruprecht, Göttingen 1977, ISBN 3-525-87481-2.
- Der Wohlfahrtsstaat Schweden (= Nordeuropäische Studien. Bd. 2). Nomos, Baden-Baden 1986, ISBN 3-7890-1212-2.
- (Hrsg.): Norwegische Politikaspekte. Ein Seminarbericht zu aussen- und innenpolitischen Fragen in den Achtzigern (= Nordeuropäische Studien. Bd. 3). Nomos, Baden-Baden 1988, ISBN 3-7890-1515-6.
- mit Otto Michael Schneider: Schweden. Bucher, München u. a. 1989, ISBN 3-7658-0595-5.
- mit Bo Stråth (Hrsg.): Deutschland, Schweden und die Ostsee-Region (= Nordeuropäische Studien. Bd. 10). Nomos, Baden-Baden 1996, ISBN 3-7890-4308-7.
- mit Stephan Michael Schröder (Hrsg.): Vom Ende der Humboldt-Kosmen. Konturen von Kulturwissenschaft (= Die kulturelle Konstruktion von Gemeinschaften im Modernisierungsprozeß. Bd. 1). Nomos, Baden-Baden 1997, ISBN 3-7890-4803-8.
- mit Maria Eysell: Dänemark. Bucher, München 1998, ISBN 3-7658-1173-4.
- mit Walter Rothholz (Hrsg.): Aspekte der politischen Kultur Nordeuropas. Ein Reader. Verlag Spitz, Berlin 1999, ISBN 3-8305-0060-2.
- mit Reinhold Wulff: Der Norden. Norwegen, Schweden, Dänemark, Finnland. Bucher, München 2001, ISBN 3-7658-1293-5.
- (Hrsg.): Das Projekt Norden. Essays zur Konstruktion einer europäischen Region (= Wahlverwandtschaft – der Norden und Deutschland. Bd. 9). Verlag Spitz, Berlin 2002, ISBN 3-8305-0082-3.
- (Hrsg.): Politik, Religion und Gemeinschaft. Die kulturelle Konstruktion von Sinn (= Die kulturelle Konstruktion von Gemeinschaften im Modernisierungsprozeß. Bd. 10). Nomos, Baden-Baden 2005, ISBN 3-8329-1127-8.
- mit Claudia Beindorf (Hrsg.): Gemeinschaft. Eine zivile Imagination (= Die kulturelle Konstruktion von Gemeinschaften im Modernisierungsprozeß. Bd. 2). Nomos, Baden-Baden 1999, ISBN 3-7890-6127-1.
- Dänemark. Beck, München 2009, ISBN 978-3-406-57847-2.
- mit Hendriette Kliemann-Geisinger, Stefan Troebst (Hrsgg.): Transnationale Erinnerungsorte. Nord- und südeuropäische Perspektiven (= The Baltic Sea region. Bd. 10). BWV, Berlin 2010, ISBN 978-3-8305-1570-8.
- (Hrsg.): Henrich Steffens: Was ich erlebte. Aus der Erinnerung niedergeschrieben. Golkonda, Berlin, Bd. 1. 2014, ISBN 978-3-944720-03-6; Bd. 2. 2015, ISBN 978-3-944720-04-3; Bd. 3. 2015, ISBN 978-3-944720-14-2; Bd. 4. 2016, ISBN 978-3-944720-85-2; Bd. 5. 2016, ISBN 978-3-944720-86-9.
- mit Sven Jochem, Siegfried Frech, Sarah Klemm (Hrsgg.): Das politische Skandinavien. Gesellschaft, Wirtschaft, Politik & Kultur. Wochenschau-Verlag, Schwalbach 2015, ISBN 978-3-7344-0050-6.
- mit Frank Decker, Kjetil Jakobsen (Hrsgg.): Rechtspopulismus und Rechtsextremismus in Europa. Die Herausforderung der Zivilgesellschaft durch alte Ideologien und neue Medien (= International Studies on Populism. Bd. 2). Nomos, Baden-Baden 2015, ISBN 978-3-8487-1206-9.
- mit Jan Steeger (Hrsgg.): Henrik Steffens: Einleitung in die philosophischen Vorlesungen. Verlag Karl Alber, Freiburg u. a. 2016, ISBN 978-3-495-48493-7.
- Die Welt des Nordens. Zwischen Ragnarök und Wohlfahrtsutopie: eine kulturhistorische Dekonstruktion. Berliner Wissenschaftsverlag, Berlin 2021, ISBN 978-3-8305-5101-0.
- (Hrsg.): Nordeuropa. Handbuch für Wissenschaft und Studium. Nomos, Baden-Baden 2023, ISBN 978-3-8487-8699-2.